# Drax
Drax är en ort och civil parish i Storbritannien. Den ligger i grevskapet North Yorkshire och riksdelen England, i den centrala delen av landet, 250 km norr om huvudstaden London. Drax ligger 5 meter över havet och antalet invånare är 382.
Terrängen runt Drax är mycket platt. Runt Drax är det tätbefolkat, med 411 invånare per kvadratkilometer. Närmaste större samhälle är Goole, 7,4 km öster om Drax. Trakten runt Drax består till största delen av jordbruksmark.